# 樋口高顕
樋口 高顕（ひぐち たかあき、1982年〈昭和57年〉8月9日 - ）は、日本の政治家。東京都千代田区長（2期）。元東京都議会議員（1期）。地域政党「都民ファーストの会」副代表。

## 経歴
警察官僚でのちに警視総監を務めた樋口建史の長男として長野市で生まれる。祖父は群馬銀行元常務取締役の内田啓利。なお、名前である高顕の「高」は祖父母の故郷である群馬県高崎市にちなむ。
幼少期は、父親の仕事の関係で長野、東京、徳島、ロンドンなどを転々とした。東京都の巣鴨中学校・高等学校を経て京都大学法学部卒業。大学では大嶽秀夫教授の政治過程論ゼミに参加した。また、在学中に当時兵庫6区選出の衆議院議員だった小池百合子の地元事務所（兵庫県伊丹市）で4年間インターンを経験した。
京大卒業後は、品川にある電通国際情報サービスに7年間営業職として勤務した。公や社会に貢献したいという気持ちが強くなり2014年に退職し、台湾大学大学院へ3年間留学。両岸関係、中国政治経済、台湾地方政治、アジア主義などの研究を行った。
2017年東京都議会議員選挙に千代田区選挙区より都民ファーストの会公認で出馬。自由民主党の中村彩ら3候補を破り初当選。
2021年1月13日、任期満了に伴う千代田区長選挙への出馬を表明。1月31日の投開票の結果、元千代田区議会議員の早尾恭一ら3候補を破り初当選した。
※当日有権者数：52,525人 最終投票率：45.30%（前回比：-8.37pts）
| 候補者名   | 年齢 | 所属党派 | 新旧別 | 得票数  | 得票率 | 推薦・支持                                     |
| ---------- | ---- | -------- | ------ | ------- | ------ | ---------------------------------------------- |
| 樋口高顕   | 38   | 無所属   | 新     | 9,534票 | 41.03% | （推薦）都民ファーストの会・（支持）国民民主党 |
| 早尾恭一   | 59   | 無所属   | 新     | 7,668票 | 33.00% | （推薦）自由民主党・公明党                     |
| 五十嵐朝青 | 45   | 無所属   | 新     | 5,598票 | 24.09% | （推薦）日本維新の会・（自主支援）日本共産党   |
| 宮田朋輝   | 26   | 無所属   | 新     | 435票   | 1.87%  |                                                |

2024年12月24日、翌年2月に行われる千代田区長選挙に2期目を目指し立候補する意向を表明した。選挙期間中、都民ファーストの会、公明党、国民民主党に加え、候補擁立を断念した自由民主党も支援に回った。2月2日の投開票の結果、新人4候補を破り2選。
※当日有権者数：53,619人 最終投票率：39.11%（前回比： 6.19pts）
| 候補者名     | 年齢 | 所属党派                 | 新旧別 | 得票数   | 得票率 | 推薦・支持                                                     |
| ------------ | ---- | ------------------------ | ------ | -------- | ------ | -------------------------------------------------------------- |
| 樋口高顕     | 42   | 無所属                   | 現     | 10,703票 | 52.50% | （自主支援）都民ファーストの会、国民民主党、自由民主党、公明党 |
| さとうさおり | 35   | 無所属                   | 新     | 6,474票  | 31.75% |                                                                |
| 浜森香織     | 46   | 無所属                   | 新     | 2,991票  | 14.67% |                                                                |
| 新藤伸夫     | 75   | お金をみんなへシン独立党 | 新     | 157票    | 0.77%  |                                                                |
| 黒川敦彦     | 46   | 政治団体Q                | 新     | 63票     | 0.31%  |                                                                |

## 親族
- 父・樋口建史
愛媛県出身の警察官僚。警察庁生活安全局長、警視総監、在ミャンマー大使を務めた[15]。
- 祖父・内田啓利
群馬銀行元常務取締役[3]。群馬ビジネスサービス元社長[3]。藤田エンジニアリング元監査役[3]。母・利恵子の父[3]。